# 陳昌紳
陈昌绅，字杏孙，一字稚亭，钱塘人。清朝政治人物、進士出身。
光绪十二年，登丙戌进士。同年五月，改翰林院庶吉士。光緒十六年四月，散館，授翰林院編修。有詩作傳世。